# Trio d'anches

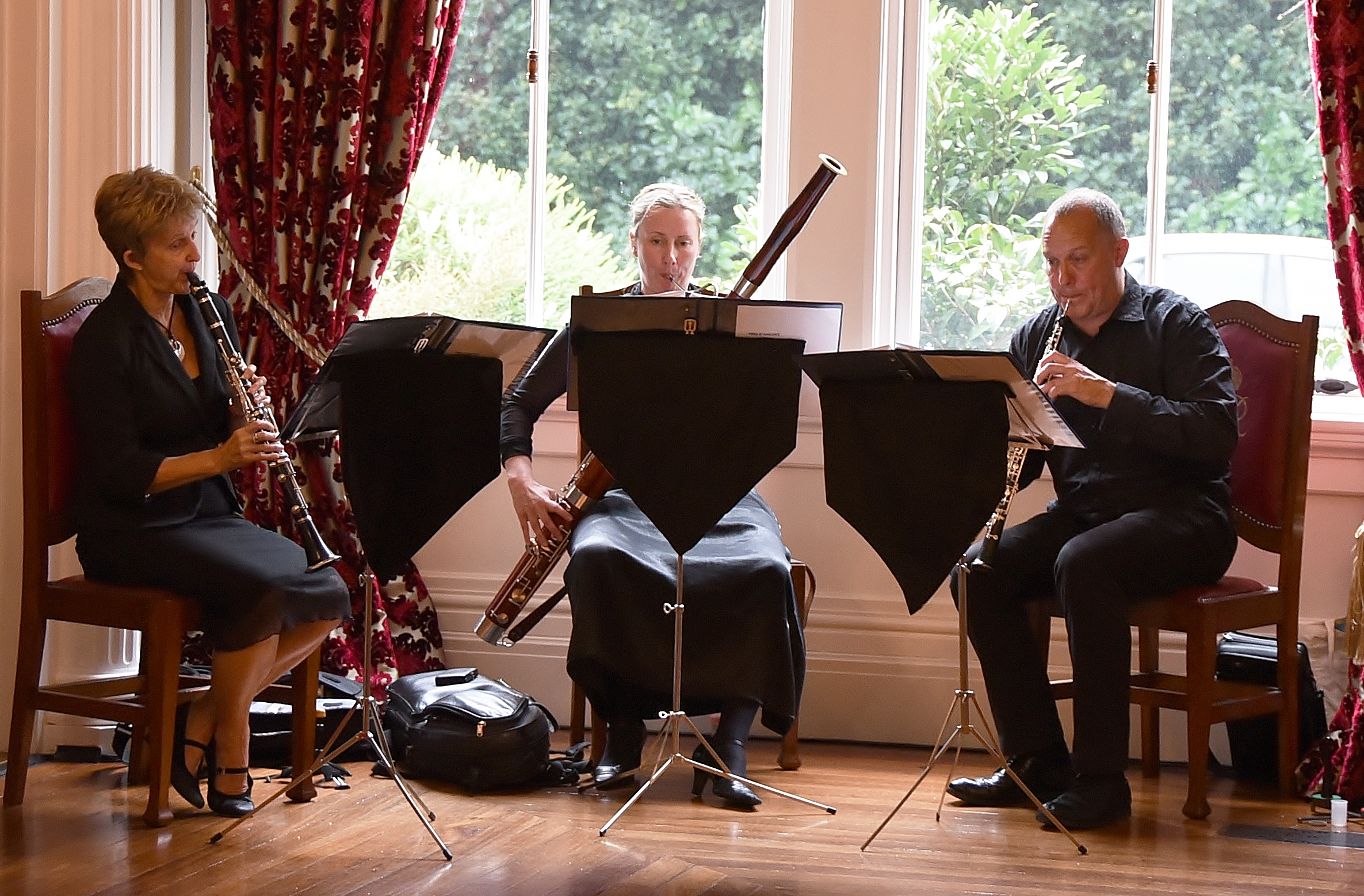
Trio d'anches jouant à Wellington en 2018

Un trio d’anches est un ensemble musical composé d’un hautbois, d’une clarinette et d’un basson ; parmi les trios composés d’instruments à vent de la famille des bois, le trio d’anches est le plus important d’entre eux, avec le trio flûte, clarinette et basson ; le nom donné à ce type d'ensemble musical vient de cette lamelle, l'anche, qui vibre pour produire le son.

## Formations de trios d’anches célèbres
Parmi les formations de trios d’anches ayant laissé un nom dans l’histoire des concerts et des enregistrements de musiques pour ce type d’ensemble musical, on peut citer le Trio d'anches de Paris ; cette formation est créée en 1927, et ses musiciens sont Myrtil Morel, hautbois, Fernand Oubradous, basson, Pierre Lefebvre, clarinette ; le trio d’anches, qui est, à cette époque, une combinaison instrumentale assez nouvelle, trouve un écho chez de nombreux compositeurs qui écrivent des partitions pour le Trio d'anches de Paris ; parmi ces compositeurs, on peut citer : Jacques Ibert, Darius Milhaud, Albert Roussel, Florent Schmitt, Bohuslav Martinů.

Le développement du répertoire pour ce trio d'anches dans les années 1930 est probablement associé à l'action de Louise Hanson-Dyer, fondatrice de la maison d'édition « Éditions de l'Oiseau-Lyre ». Son mari, J.B. Hanson, a rendu compte de son intérêt pour cet ensemble : 

« Elle était australienne et une femme aux talents superbes.  Aimant la sonorité du trio d'anches, c'est-à-dire, tout simplement, le son qu'il faisait, elle décida de sortir des disques phonographiques.  Mais il y avait peu de musique pour cet ensemble. Elle a donc demandé aux compositeurs que vous mentionnez (qui étaient bien sûr des connaissances personnelles) d'écrire des trios. Quand je dis que les compositeurs étaient des connaissances, vous devez comprendre que Louise Dyer, bien qu'australienne, vivait à Paris et était bien connue dans le monde de la musique. La plupart des trios ont été écrits, publiés et enregistrés dans la période 1934-1939. Depuis lors, bien sûr, le trio d'anches a été repris dans le monde entier. »

 Les compositeurs concernés par les commandes sont Georges Auric (1899-1983), Henri Barraud (1900-1997), Joseph Canteloube (1879-1957), Jacques Ibert (1890-1962), Boyan Ikonomow (1900-1973), Daniel-Lesur (1908-2002), Darius Milhaud (1982-1974) et Henri Sauguet (1901-1989).
On retiendra également comme trios d'anches célèbres, outre le Trio d'anches de Paris :
- le trio d’anches de René Daraux, trio lui-même composé de René Daraux au hautbois, Fernand Gossens à la clarinette et Ange Maugendre au basson ;
- ou le trio André Dupont, composé de Paul Taillefer (hautbois), André Dupont (clarinette) et André Gaby (basson).

## Le trio d’anches avant leXXesiècle
Le trio d’anches existe, avant le XXe siècle, dans une forme différente de celle que nous connaissons à l’époque actuelle ; ce trio est composé de trois instruments à vent de la famille des bois, mais il ne s’agit pas d’une formation composée d’un hautbois, d’une clarinette et d’un basson. On trouve ainsi, dans l’orchestre de l’époque baroque, un groupe de trois instruments, avec deux hautbois et un basson ; c’est un trio, qui, dans des suites orchestrales, jouait dans une sorte d’opposition au groupe des cordes, et intervenait en soliste en reprenant des phrases musicales ; c’est le cas, par exemple, dans la première suite d’orchestre de Jean-Sébastien Bach. On trouve aussi un autre type de groupe de trois instruments, avec, par exemple, deux clarinettes et un basson, dans les Divertimentos KV 439b de Wolfgang Amadeus Mozart. On trouve également un groupe de trois instruments d’un autre type, avec, par exemple, deux hautbois et un cor anglais, dans le Trio op. 87 de Ludwig van Beethoven.

## Le trio d’anches moderne
Le trio d’anches composé du hautbois, de la clarinette et du basson ne prend de l’importance qu’à partir du début du XXe siècle ; les compositeurs, et tout particulièrement les compositeurs français, utilisent les richesses musicales que permet le trio d’anches, et composent des pièces assez nombreuses pour cette formation.

## Les instruments du trio d’anches
L’ensemble formé par les trois instruments à vent du trio d’anches permet aux compositeurs, pour écrire une partition en trio, de mettre en valeur les richesses nombreuses et contrastées de chacun des trois instruments, comme l’a écrit Walter Willson Cobbett ; pour le hautbois, le musicologue anglais note : « Le hautbois dispose de beaucoup plus grandes variations de couleurs sonores qu’on ne le suppose généralement. (…) Le hautboïste peut produire des sons aussi doux que n’importe quel instrument à vent. » ; concernant la clarinette, il indique : « La clarinette est en même temps un instrument de mélodie et d’accompagnement. (…) Ses nuances peuvent être réduites jusqu’à un point de fuite, ce qui lui permet de fusionner avec n’importe quelle combinaison d’instruments à cordes ou à vent, qu’elle enrichit sans jamais être gênante. » ; pour ce qui est du basson, il dit : « Le son du basson est d’une étonnante beauté, aussi romantique que celui du hautbois. (…) Il a été largement utilisé dans de domaine de la musique de chambre comme base des ensembles à vent. »
L'emploi d'instruments secondaires (comme le cor anglais à la place du hautbois, le cor de basset ou la clarinette basse à la place de la clarinette) est courant, y compris sous forme d'alternance entre l'instrument principal et l'instrument secondaire pendant l'exécution de la pièce.

## Liste de pièces écrites pour un trio d’anches
Cette liste indique, pour chaque œuvre musicale, le titre de l’œuvre, avec, si ces données sont connues, la référence dans le catalogue des œuvres du compositeur ainsi que la date de publication.
Les compositions sont présentées par ordre chronologique de la date de naissance du compositeur. Cette liste se base en partie sur les œuvres pour trio d’anches répertoriées par S. M. Helm dans son Catalogue de musique de chambre pour instruments à vent. Cette liste n’inclut pas les arrangements faits pour trio d’anches à partir de partitions — comme celles de Bach, ou de Mozart — qui n’ont pas été écrites pour cette formation musicale.
- Georges Pfeiffer (Versailles 1835 - 1908, compositeur français) : Trois feuillets d'album, pour piano. op. 47 : 1. Musette. Transcrit par le compositeur pour hautbois, clarinette et basson (1873)
- Ange Flégier (Marseille 1846 - 1927, compositeur français) : Trio pour hautbois, clarinette et basson. (1897)[7]
- Joseph J. Daynes (en) (Norwich 1851 – 1920, compositeur américain) : Trios pour hautbois, clarinette et basson
- Antoine Banès (Paris 1856 - 1924, compositeur français) : Mes pipeaux pour piano. Villanelle. Transcrit par le compositeur pour hautbois, clarinette et basson (1900)
- Mikhaïl Ippolitov-Ivanov (Gatchina 1859 - 1935, compositeur russe) : Deux chants kirghizes pour hautbois, clarinette et basson : 1. Seineb. 2. Moldibaj. (1931)[8].
- Gabriel Allier (Lyon 1863 - 1924, compositeur français) : Scène champêtre, Trio pour hautbois, clarinette et basson (1920)[9].
- Guy Ropartz (Guingamp 1864 – 1955, compositeur français) : Entrata e Scherzetto pour hautbois, clarinette et basson (1947)[10].
- Charles Koechlin (Paris 1867 – 1950, compositeur français) : Trio d'anches, op. 206 (1946)[11]
- Albert Roussel (Tourcoing 1869 – 1937, compositeur français) : Andante d'un trio d'anches inachevé, L. 75 (1937)[12]
- Florent Schmitt (Blâmont 1870 - 1958, compositeur français) : À tour d'anches, pour trio d'anches avec piano, op. 97 (1943)
- Charles Huguenin (1870-1939, musicien français) :
  - Trio pour hautbois, clarinette et basson no 1, op. 30 (1910)[13]
  - Trio pour hautbois, clarinette et basson no 2, op. 31 (1910)
- Paul Juon (Moscou 1872 - 1940, compositeur russe) : Arabesque pour hautbois, clarinette et basson, op. 73 (1941)[14]
- Richard Henry Walthew (en) (Islington 1872 - 1951, compositeur anglais) : Trio pour hautbois, clarinette et basson
- Joseph Jongen (Liège 1873 - 1953, compositeur belge) : Trio pour hautbois, clarinette et basson
- Paul Pierné (Metz 1874 - 1952, compositeur français) : Bucolique variée pour hautbois, clarinette et basson (1947)[15]
- Reynaldo Hahn (Caracas 1875 – 1947, compositeur français) : Églogue pour hautbois, clarinette et basson (1936)
- Stan Golestan (Vaslui 1875 - 1956, compositeur roumain) : Petite suite bucolique pour hautbois, clarinette et basson (1953)
- Jean Gallon (Paris 1878 - 1959, compositeur français) : Suite pour hautbois, clarinette et basson
- Joseph Canteloube (Annonay 1879 – 1957, compositeur français) : Rustiques pour trio d'anches (1948)[16]
- Marguerite Béclard d'Harcourt) (Paris 1884 - 1964, compositrice française) : Rapsodie péruvienne pour hautbois, clarinette et basson
- Léon Jongen (Liège 1884 - 1969, compositeur belge) : Trio pour hautbois, clarinette et basson (1937)
- Marcel Orban (Liège 1884 - 1958, compositeur belge) : Prélude, pastorale, divertissement, pour hautbois, clarinette et basson (1937)
- Dmitry Melkikh (ru) (Moscou 1885 — 1943, compositeur russe) : Trio pour hautbois, clarinette et basson
- Heitor Villa-Lobos (Rio de Janeiro 1887 – 1959, compositeur brésilien) : Trio pour hautbois, clarinette et basson, W 182 (1928)[17]
- Louis Durey (Paris 1888 – 1979, compositeur français) : Divertissement pour trio d'anches, op. 107 (1966)
- Bohuslav Martinů (Policka 1890 – 1959, compositeur tchèque) : Les Madrigaux, pour hautbois, clarinette et basson, H. 266 (1951)[18]
- Jacques Ibert (Paris 1890-1962, compositeur français) : Cinq pièces en trio pour hautbois, clarinette et basson (1947)[19]
- Georges Migot (Paris 1891 - 1976, compositeur français) : Trio pour hautbois, clarinette et basson (1946)
- Darius Milhaud (Aix-en-Provence 1892 – 1974, compositeur français) :
  - Pastorale, op. 147 (1936)[20]
  - Suite d'après Corrette, op. 161b (1937)
- Erwin Schulhoff (Prague 1894 - 1942, compositeur tchécoslovaque) : Divertissement pour hautbois, clarinette et basson (1928)[21]
- Gordon Jacob (Londres 1895 - 1984, compositeur anglais) : Trio pour hautbois, clarinette et basson
- Henri Martelli (Santa Fe 1895 - 1980, compositeur français) : Trio pour hautbois, clarinette et basson, op. 45 (1947)
- Fernande Decruck (Gaillac 1896 — 1954, compositrice française) : Capriccio, trio pour hautbois, clarinette et basson (1933)
- Jean Rivier (Villemomble 1896 - 1987, compositeur français) : Petite suite pour hautbois, clarinette et basson (1946)
- Alexandre Tansman (Lodz 1897 - 1986, compositeur polonais) : Suite pour trio d'anches (1949)
- Jørgen Bentzon (Copenhague 1897 - 1951, compositeur danois) : Racconto no 3, pour hautbois, clarinette et basson, op. 31 (1937)
- J. Henry Bové (1897-1963, compositeur américain) : Petit trio pour hautbois, clarinette et basson (1934)
- Quinto Maganini (en) (Fairfield 1897 - 1974, compositeur américain) : Trio pour hautbois, clarinette et basson
- Georges Auric (Lodève 1899 – 1983, compositeur français) : Trio pour hautbois, clarinette et basson (1938)[22]
- Sophie-Carmen Eckhardt-Gramatté (Moscou 1899 - Stuttgart, compositrice russe) : Trio pour hautbois, clarinette, basson, E. 115
- Pierre-Octave Ferroud (Chasselay 1900 – 1936, compositeur français) : Trio pour hautbois, clarinette et basson (1934)[23]
- Henry Barraud (Bordeaux 1900 – 1997, compositeur français) : Trio pour hautbois, clarinette et basson (1938)
- Boyan Georgiev Ikonomov (de) (Nikopol 1900 - 1973, compositeur bulgare) : Trio pour hautbois, clarinette et basson, op. 14 (1937)
- Henri Sauguet (Bordeaux 1901 – 1989, compositeur français) : Trio pour hautbois, clarinette et basson (1948)[24]
- Henri Tomasi (Marseille 1901-1971, compositeur français) : Concert champêtre pour trio d'anches (1938)
- Alfred von Beckerath (de) (Haguenau 1901 - 1978, compositeur allemand) : Musique pour hautbois, clarinette et basson
- Fernand Oubradous (Paris 1903 - 1986, compositeur français) : Sonatine pour hautbois, clarinette et basson
- Rudolf Wagner-Régeny (de) (Szászrégen 1903 - 1969, compositeur hongrois) : Suite pour hautbois, clarinette et basson
- Émile Goué (Châteauroux 1904 - 1946, compositeur français) : Trois Pièces pour hautbois, clarinette et basson (1937)
- Iša Krejčí (Prague 1904 - 1968, compositeur tchécoslovaque) : Trio - Divertimento pour hautbois, clarinette et basson (1935)
- Eugène Bozza (Nice 1905 - 1991, compositeur français) : Suite brève en trio pour hautbois, clarinette et basson, op. 67 (1947)
- Sándor Veress (Kolozsvar 1907 - 1992, compositeur hongrois) : Sonate pour hautbois, clarinette et basson (1931)
- Antoni Szałowski (Varsovie 1907 - 1973, compositeur polonais) : Trio pour hautbois, clarinette et basson
- Marc Vaubourgoin (Caudéran 1907 - 1983, compositeur français) : Trio pour hautbois, clarinette et basson (1936)
- Daniel-Lesur (Paris 1908 – 2002, compositeur français) : Suite pour trio d’anches (1943)
- Robert Darcy (Paris 1910 - 1967, compositeur franco-belge) : Trio pour hautbois, clarinette et basson (1938)
- Jean Martinon (Lyon 1910 - 1976, compositeur français) : Sonatine no 4 pour trio d'anches (1947)
- Jan Koetsier (de) (Amsterdam 1911 - 2006, compositeur néerlandais) : 6 Bagatelles pour 3 instruments à vent, op. 16 (1937)
- Jean Françaix (Le Mans 1912 - 1997, compositeur français) : Divertissement pour trio d’anches (1991)
- Rudolf Escher (Amsterdam 1912 - 1980, compositeur néerlandais) : Trio pour hautbois, clarinette et basson (1942)
- Witold Lutosławski (Varsovie 1913 – 1994, compositeur polonais) : Trio d’anches (1945)
- Pierre Wissmer (Genève 1915 - 1992, compositeur français) : Sérénade pour hautbois, clarinette et basson (1938)
- Isang Yun (Tongyeong 1917 - 1995, compositeur coréen) : Rondeau pour hautbois, clarinette et basson (1975)
- Rudolf Maros (de) (Stachy 1917 - 1982, compositeur tchécoslovaque) : Sérénade pour hautbois, clarinette et basson
- Paul Bonneau (Moret-sur-Loing 1918 - 1995, compositeur français) : Trois Noëls anciens pour hautbois, clarinette et basson (1949)
- Pierre-Max Dubois (Graulhet 1930 - 1995, compositeur français) : Trio d'anches (1980)

## Pour approfondir